# Liga Premier de Rusia 2011-12
La Liga Premier 2011-12 (en ruso: Чемпионат России по футболу 2011-12) fue la 20.ª edición de la Liga Premier de Rusia. La temporada comenzó el 12 de marzo de 2011 y finalizó el 22 de mayo de 2012. El club Zenit San Petersburgo revalidó su título de campeón, obteniendo su tercer título de liga.

## Cambios en la competición
La Liga Premier de Rusia 2011-12 es una temporada de transición de la competición que comenzó el 12 de marzo de 2011 y finalizó el 22 de mayo de 2012, adoptando un modelo "primavera-otoño y primavera", con un receso invernal desde diciembre hasta marzo de 2012.
Después que los 16 equipos de la liga se hayan enfrentado dos veces en el transcurso del año 2011, se dividirán en dos grupos de ocho, y jugando dos veces ante los demás equipos de los grupos siendo un total de 464 partidos (240 en 2011 y 224 en 2012). Los dos grupos se disputarán en la primavera de 2012, con los ocho mejores clubes que se disputarán el título y los puestos europeos. Los demás equipos competirán por evitar el descenso: los dos últimos descienden mientras que el quinto y sexto de este grupo jugarán un play-off contra el tercer y cuarto de la Liga Nacional, los dos perdedores descienden (o no ascienden).

## Equipos participantes
El FC Amkar Perm y el FC Saturn Rámenskoye descienden de categoría por motivos económicos. Finalmente, el 24 de enero, Amkar decidió participar del torneo, mientras que el lugar de Saturn será ocupado por el FC Krasnodar, quinto en el anterior torneo de la Primera División.
Datos actualizados el 13 de marzo de 2012:
| Equipo          | Ciudad          | Entrenador                | Estadio     | Capacidad | 2010  | Marca     | Patrocinador       |
| --------------- | --------------- | ------------------------- | ----------- | --------- | ----- | --------- | ------------------ |
| Amkar           | Perm            | Miodrag Božović           | Zvezda      | 19.500    | 14º   | Puma      |                    |
| Anzhi           | Majachkalá      | Guus Hiddink              | Dinamo      | 16.863    | 11º   | Adidas    | Podari Zhizn       |
| CSKA            | Moscú           | Leonid Slutski            | Luzhnikí    | 78.360    | 2º    | Reebok    | Bashneft           |
| Dinamo          | Moscú           | Serguéi Silkin            | Arena Jimki | 20.000    | 7º    | Adidas    | VTB                |
| Krasnodar       | Krasnodar       | Slavoljub Muslin          | Kubán       | 35.200    | D1 5º | Kappa     | Home Credit Bank   |
| Krylia Sovetov  | Samara          | Andréi Kóbelev            | Metallurg   | 33.001    | 13º   | Umbro     | Volgospetsstroy    |
| Kubán           | Krasnodar       | Dan Petrescu              | Kubán       | 35.200    | D1 1º | Nike      | RGMK               |
| Lokomotiv       | Moscú           | José Couceiro             | Lokomotiv   | 28.810    | 5º    | Puma      | RZD                |
| Rostov          | Rostov del Don  | Anatoli Baidachni         | Olimp-2     | 15.842    | 9º    | Puma/Joma |                    |
| Rubin           | Kazán           | Gurban Berdiýew           | Centralny   | 27.434    | 3º    | Umbro     | TAIF               |
| Spartak Moscú   | Moscú           | Valeri Karpin             | Luzhniki    | 78.360    | 4º    | Nike      | Lukoil             |
| Spartak Nalchik | Nálchik         | Timur Shipshev (interino) | Spartak     | 14.194    | 6º    | Umbro     | Sindika            |
| Terek           | Grozni          | Stanislav Cherchésov      | Ajmat Arena | 30.000    | 12º   | Adidas    | Fond Ajmad Kadirov |
| Tom             | Tomsk           | Serguéi Perednia          | Trud        | 14.950    | 8º    | Adidas    | Rosneft            |
| Volga           | Nizhni Nóvgorod | Dmitri Chéryshev          | Lokomotiv   | 17.856    | D1 2º | Puma      | MRSK               |
| Zenit           | San Petersburgo | Luciano Spalletti         | Petrovsky   | 21.570    | 1º    | Nike      | Gazprom            |

### Equipos por Distritos federales
| Distrito Federal | N.º | Equipos                                                         |
| ---------------- | --- | --------------------------------------------------------------- |
| Sur              | 6   | Anzhi, Krasnodar, Kubán, Spartak Nalchik, Rostov y Terek Grozny |
| Central          | 4   | CSKA, Dinamo, Lokomotiv y Spartak Moscú                         |
| Volga            | 4   | Amkar Perm, Krylia Sovetov, Volga y Rubin Kazán                 |
| Noroeste         | 1   | Zenit San Petersburgo                                           |
| Siberia          | 1   | Tom Tomsk                                                       |

## Primera fase
|  |     | Equipo                | PJ | PG | PE | PP | GF | GC | DG  | PTS |
|  | --- | --------------------- | -- | -- | -- | -- | -- | -- | --- | --- |
|  | 1.  | Zenit San Petersburgo | 30 | 17 | 10 | 3  | 59 | 25 | +34 | 61  |
|  | 2.  | CSKA Moscú            | 30 | 16 | 11 | 3  | 58 | 29 | +29 | 59  |
|  | 3.  | Dinamo Moscú          | 30 | 16 | 7  | 7  | 51 | 30 | +21 | 55  |
|  | 4.  | Spartak Moscú         | 30 | 15 | 8  | 7  | 48 | 33 | +15 | 53  |
|  | 5.  | Lokomotiv Moscú       | 30 | 15 | 8  | 7  | 49 | 30 | +19 | 53  |
|  | 6.  | Kubán Krasnodar       | 30 | 14 | 7  | 9  | 38 | 27 | +11 | 49  |
|  | 7.  | Rubin Kazán           | 30 | 13 | 10 | 7  | 40 | 27 | +13 | 49  |
|  | 8.  | Anzhi Majachkalá      | 30 | 13 | 9  | 8  | 38 | 32 | +6  | 48  |
|  | 9.  | FC Krasnodar          | 30 | 10 | 8  | 12 | 38 | 43 | -5  | 38  |
|  | 10. | FC Rostov             | 30 | 8  | 8  | 14 | 31 | 45 | -14 | 32  |
|  | 11. | Terek Grozny          | 30 | 8  | 7  | 15 | 29 | 45 | -16 | 31  |
|  | 12. | Volga Nizhni Nóvgorod | 30 | 8  | 4  | 18 | 24 | 40 | -16 | 28  |
|  | 13. | Amkar Perm            | 30 | 6  | 9  | 15 | 20 | 39 | -19 | 27  |
|  | 14. | Krylia Sovetov Samara | 30 | 6  | 9  | 15 | 21 | 43 | -22 | 27  |
|  | 15. | Spartak Nalchik       | 30 | 5  | 9  | 16 | 23 | 40 | -17 | 24  |
|  | 16. | Tom Tomsk             | 30 | 4  | 8  | 18 | 19 | 58 | -39 | 20  |

Fuente: Liga Premier de Rusia (enlace roto disponible en Internet Archive; véase el historial, la primera versión y la última).
|  | Clasificado al Grupo "A", donde se jugará por el título y los puestos europeos |
|  | Clasificado al Grupo "B", donde se jugará por evitar el descenso               |

## Segunda ronda

### Grupo del Campeonato
|  |    | Equipo                | PJ | PG | PE | PP | GF | GC | DG  | PTS |
|  | -- | --------------------- | -- | -- | -- | -- | -- | -- | --- | --- |
|  | 1. | Zenit San Petersburgo | 44 | 24 | 16 | 4  | 85 | 40 | +45 | 88  |
|  | 2. | Spartak Moscú         | 44 | 21 | 12 | 11 | 69 | 47 | +22 | 75  |
|  | 3. | CSKA Moscú            | 44 | 19 | 16 | 9  | 72 | 47 | +25 | 73  |
|  | 4. | Dinamo Moscú          | 44 | 20 | 12 | 12 | 66 | 50 | +16 | 72  |
|  | 5. | Anzhi Majachkalá      | 44 | 19 | 13 | 12 | 54 | 42 | +12 | 70  |
|  | 6. | Rubin Kazán (C)       | 44 | 17 | 17 | 10 | 55 | 41 | +14 | 68  |
|  | 7. | Lokomotiv Moscú       | 44 | 18 | 12 | 14 | 59 | 48 | +11 | 66  |
|  | 8. | Kubán Krasnodar (A)   | 44 | 15 | 16 | 13 | 50 | 45 | +5  | 61  |

### Grupo del Descenso
|  |     | Equipo                    | PJ | PG | PE | PP | GF | GC | DG  | PTS |
|  | --- | ------------------------- | -- | -- | -- | -- | -- | -- | --- | --- |
|  | 9.  | FC Krasnodar              | 44 | 16 | 13 | 15 | 58 | 61 | -3  | 61  |
|  | 10. | Amkar Perm                | 44 | 14 | 13 | 17 | 40 | 51 | -11 | 55  |
|  | 11. | Terek Grozny              | 44 | 14 | 10 | 20 | 45 | 62 | -17 | 52  |
|  | 12. | Krylia Sovetov Samara     | 44 | 12 | 15 | 17 | 33 | 50 | -17 | 51  |
|  | 13. | FC Rostov                 | 44 | 12 | 12 | 20 | 45 | 61 | -16 | 48  |
|  | 14. | Volga Nizhni Nóvgorod (A) | 44 | 12 | 5  | 27 | 37 | 60 | -23 | 41  |
|  | 15. | Tom Tomsk                 | 44 | 8  | 13 | 23 | 30 | 70 | -40 | 37  |
|  | 16. | Spartak Nalchik           | 44 | 7  | 13 | 24 | 39 | 60 | -21 | 34  |

- (C) Campeón de la Copa de Rusia.
- (A) Club ascendido la temporada anterior.

|  | Campeón y clasificado para la Liga de Campeones de la UEFA 2012-13 |
|  | Clasificado para la Liga de Campeones de la UEFA 2012-13           |
|  | Clasificado para la Liga Europea de la UEFA 2012-13                |
|  | Promoción por evitar el descenso                                   |
|  | Descendido a la Liga Nacional 2012-13                              |

| Rusia                                   |
| Campeón Zenit San Petersburgo 3° título |

## Goleadores
| # | Jugador             | Goles (Pen.) | Club      |
| - | ------------------- | ------------ | --------- |
| 1 | Seydou Doumbia      | 28 (2)       | CSKA      |
| 2 | Aleksandr Kerzhakov | 23 (3)       | Zenit     |
| 3 | Lacina Traoré       | 18 (4)       | Kubán     |
| 4 | Yura Movsisyan      | 14 (5)       | Krasnodar |

Última actualización: 22 de mayo de 2012

Fuente: Liga Premier Rusa (enlace roto disponible en Internet Archive; véase el historial, la primera versión y la última).

## Promoción de descenso

### Eliminatoria 1
| 18 de mayo de 2012 | FC Rostov                              | 3 – 0   | FC Shinnik Yaroslavl | Olimp – 2,                     |                                |
|                    | Cociș 8' · Kirichenko 45' · Adámov 70' | Reporte |                      | Asistencia: 8 950 espectadores | Asistencia: 8 950 espectadores |

| 22 de mayo de 2012 | FC Shinnik Yaroslavl | 0 – 3   | FC Rostov                       | Estadio Shinnik,               |                                |
|                    |                      | Reporte | Kirichenko 22' 41' · Adámov 90' | Asistencia: 4 600 espectadores | Asistencia: 4 600 espectadores |

FC Rostov venció 6-0 en el resultado global y se mantiene en Liga Premier.

### Eliminatoria 2
| 18 de mayo de 2012 | FC Volga Nizhni Nóvgorod | 2 – 1   | FC Nizhni Nóvgorod | Estadio Lokomotiv,             |                                |
|                    | Maksímov 61' 65'         | Reporte | Saluguin 32'       | Asistencia: 7 150 espectadores | Asistencia: 7 150 espectadores |

| 22 de mayo de 2012 | FC Nizhni Nóvgorod | 0 – 0   | FC Volga Nizhni Nóvgorod | Estadio Severnyi,              |                                |
|                    |                    | Reporte |                          | Asistencia: 3 100 espectadores | Asistencia: 3 100 espectadores |

FC Volga Nizhni Nóvgorod venció 2-1 en el resultado global y se mantiene en Liga Premier.

## Liga Nacional de Fútbol
La Liga Nacional es la segunda categoría del fútbol en Rusia. En la edición 2011-12, los clubes Mordovia Saransk y Alania Vladikavkaz consiguieron el ascenso automáticamente, mientras que el tercer y cuarto clasificado, los clubes FC Nizhni Nóvgorod y Shinnik Yaroslavl, respectivamente, disputarán la promoción.

### Primera Fase
|  |     | Equipo                | PJ | PG | PE | PP | GF | GC | DG  | PTS |
|  | --- | --------------------- | -- | -- | -- | -- | -- | -- | --- | --- |
|  | 1.  | Alania Vladikavkaz    | 38 | 21 | 10 | 7  | 50 | 24 | +26 | 73  |
|  | 2.  | Mordovia Saransk      | 38 | 21 | 10 | 7  | 64 | 44 | +20 | 73  |
|  | 3.  | Shinnik Yaroslavl     | 38 | 21 | 6  | 11 | 61 | 42 | +19 | 69  |
|  | 4.  | FC Nizhni Nóvgorod    | 38 | 21 | 5  | 12 | 53 | 40 | +13 | 68  |
|  | 5.  | Sibir Novosibirsk     | 38 | 16 | 13 | 9  | 61 | 39 | +22 | 61  |
|  | 6.  | Dynamo Bryansk        | 38 | 17 | 9  | 12 | 48 | 40 | +   | 60  |
|  | 7.  | Torpedo Moscú         | 38 | 16 | 12 | 10 | 50 | 30 | +20 | 60  |
|  | 8.  | FC Ural               | 38 | 15 | 15 | 8  | 51 | 35 | +16 | 60  |
|  | 9.  | KAMAZ Nab. Chelny     | 38 | 17 | 8  | 13 | 48 | 36 | +12 | 59  |
|  | 10. | Yenisey Krasnoyarsk   | 38 | 14 | 11 | 13 | 45 | 43 | +2  | 53  |
|  | 11. | FC Jimki              | 38 | 13 | 9  | 16 | 47 | 61 | -14 | 48  |
|  | 12. | Volgar Astracán       | 38 | 12 | 11 | 15 | 36 | 49 | -13 | 47  |
|  | 13. | SKA Jabarovsk         | 38 | 12 | 11 | 15 | 46 | 57 | -11 | 47  |
|  | 14. | Torpedo Vladimir      | 38 | 12 | 7  | 19 | 45 | 61 | -16 | 43  |
|  | 15. | Luch Vladivostok      | 38 | 9  | 15 | 14 | 30 | 32 | -2  | 42  |
|  | 16. | Chernom. Novorossiysk | 38 | 11 | 8  | 19 | 32 | 36 | -4  | 41  |
|  | 17. | Baltika Kaliningrad   | 38 | 9  | 14 | 15 | 31 | 45 | -14 | 41  |
|  | 18. | Gazovik Orenburg      | 38 | 8  | 14 | 16 | 40 | 48 | -8  | 38  |
|  | 19. | Fakel Vorónezh        | 38 | 6  | 12 | 20 | 26 | 46 | -20 | 30  |
|  | 20. | Zhemchuzhina-Sochi    | 38 | 8  | 2  | 28 | 22 | 81 | -59 | 26  |

|  | Clasificado al Grupo del Campeonato              |
|  | Clasificado al Grupo del Descenso                |
|  | Abandonó el campeonato por problemas financieros |

### Grupo del Campeonato
|  |    | Equipo             | PJ | PG | PE | PP | GF | GC | DG  | PTS |
|  | -- | ------------------ | -- | -- | -- | -- | -- | -- | --- | --- |
|  | 1. | Mordovia Saransk   | 52 | 29 | 13 | 10 | 91 | 56 | +35 | 100 |
|  | 2. | Alania Vladikavkaz | 52 | 28 | 13 | 11 | 66 | 39 | +27 | 97  |
|  | 3. | FC Nizhni Nóvgorod | 52 | 29 | 7  | 16 | 76 | 58 | +18 | 94  |
|  | 4. | Shinnik Yaroslavl  | 52 | 25 | 10 | 17 | 70 | 56 | +14 | 85  |
|  | 5. | Dynamo Bryansk     | 52 | 22 | 12 | 18 | 62 | 57 | +5  | 78  |
|  | 6. | FC Ural            | 52 | 19 | 21 | 12 | 71 | 52 | +19 | 78  |
|  | 7. | Sibir Novosibirsk  | 52 | 19 | 19 | 14 | 76 | 57 | +19 | 76  |
|  | 8. | Torpedo Moscú      | 52 | 17 | 17 | 18 | 63 | 53 | +10 | 68  |

### Grupo del Descenso
|  |     | Equipo                | PJ | PG | PE | PP | GF | GC | DG  | PTS |
|  | --- | --------------------- | -- | -- | -- | -- | -- | -- | --- | --- |
|  | 9.  | KAMAZ Nab. Chelny *   | 48 | 19 | 10 | 19 | 53 | 46 | +7  | 67  |
|  | 10. | Yenisey Krasnoyarsk   | 48 | 17 | 15 | 16 | 53 | 53 | 0   | 66  |
|  | 11. | SKA Jabarovsk         | 48 | 16 | 14 | 18 | 57 | 66 | -9  | 62  |
|  | 12. | Torpedo Vladimir      | 48 | 17 | 10 | 21 | 62 | 73 | -11 | 61  |
|  | 13. | FC Jimki              | 48 | 16 | 11 | 21 | 54 | 74 | -20 | 59  |
|  | 14. | Volgar Astracán       | 48 | 15 | 14 | 19 | 44 | 57 | -13 | 59  |
|  | 15. | Baltika Kaliningrad   | 48 | 14 | 17 | 17 | 42 | 54 | -12 | 59  |
|  | 16. | Gazovik Orenburg      | 48 | 14 | 17 | 17 | 54 | 52 | +2  | 59  |
|  | 17. | Luch Vladivostok      | 48 | 11 | 21 | 16 | 37 | 39 | -2  | 54  |
|  | 18. | Chernom. Novorossiysk | 48 | 14 | 10 | 24 | 40 | 45 | -5  | 52  |
|  | 19. | Fakel Vorónezh        | 48 | 9  | 13 | 26 | 34 | 59 | -25 | 40  |

* KAMAZ Naberezhnye Chelny desciende por razones financieras.
|  | Ascendidos a la Liga Premier de Rusia 2012-13  |
|  | Clasificados a la promoción                    |
|  | No obtienen licencia para la próxima temporada |
|  | Descendidos a la Segunda División 2012-13      |

## Premios
El 15 de mayo de 2012, la Unión de Fútbol de Rusia dio la lista de los 33 mejores jugadores del campeonato:
| \|width=33.33% valign=top\| | Porteros 1. Viacheslav Malaféyev (Zenit) 2. Ígor Akinféyev (CSKA) 3. Antón Shunin (Dinamo) |  |

| \|width=25% valign=top\| Laterales derechos 1. Aleksandr Aniukov (Zenit) 2. Alekséi Berezutski (CSKA) 3. Román Shishkin (Lokomotiv) | Defensas centrales derechos 1. Serguéi Ignashévich (CSKA) 2. Tomáš Hubočan (Zenit) 3. Tarás Burlak (Lokomotiv) | Defensas centrales izquierdos 1. Nicolas Lombaerts (Zenit) 2. Vasili Berezutski (CSKA) 3. Salvatore Bocchetti (Rubin) | Laterales izquierdos 1. Domenico Criscito (Zenit) 2. Cristian Ansaldi (Rubin) 3. Vladímir Granat (Dinamo) |

| \|width=33.33% valign=top\| | Mediocentros defensivos 1. Ígor Denísov (Zenit) 2. Denís Glushakov (Lokomotiv) 3. Bibras Natkho (Rubin) |  |

| \|width=33.33% valign=top\| Centrocampistas derechos 1. Aleksandr Samédov (Dinamo) 2. Aiden McGeady (Spartak M.) 3. Gökdeniz Karadeniz (Rubin) | Mediocentros 1. Román Shirókov (Zenit) 2. Alán Dzagóyev (CSKA) 3. Mbark Boussoufa (Anzhi) | Centrocampistas izquierdos 1. Yuri Zhirkov (Anzhi) 2. Danny (Zenit) 3. Dmitri Kombárov (Spartak M.) |

| \|width=25% valign=top\| | Delanteros derechos 1. Aleksandr Kerzhakov (Zenit) 2. Samuel Eto'o (Anzhi) 3. Emmanuel Emenike (Spartak M.) | Delanteros izquierdos 1. Seydou Doumbia (CSKA) 2. Lacina Traoré (Kubán) 3. Andriy Voronin (Dinamo) |  |